# Antoon Gheringh

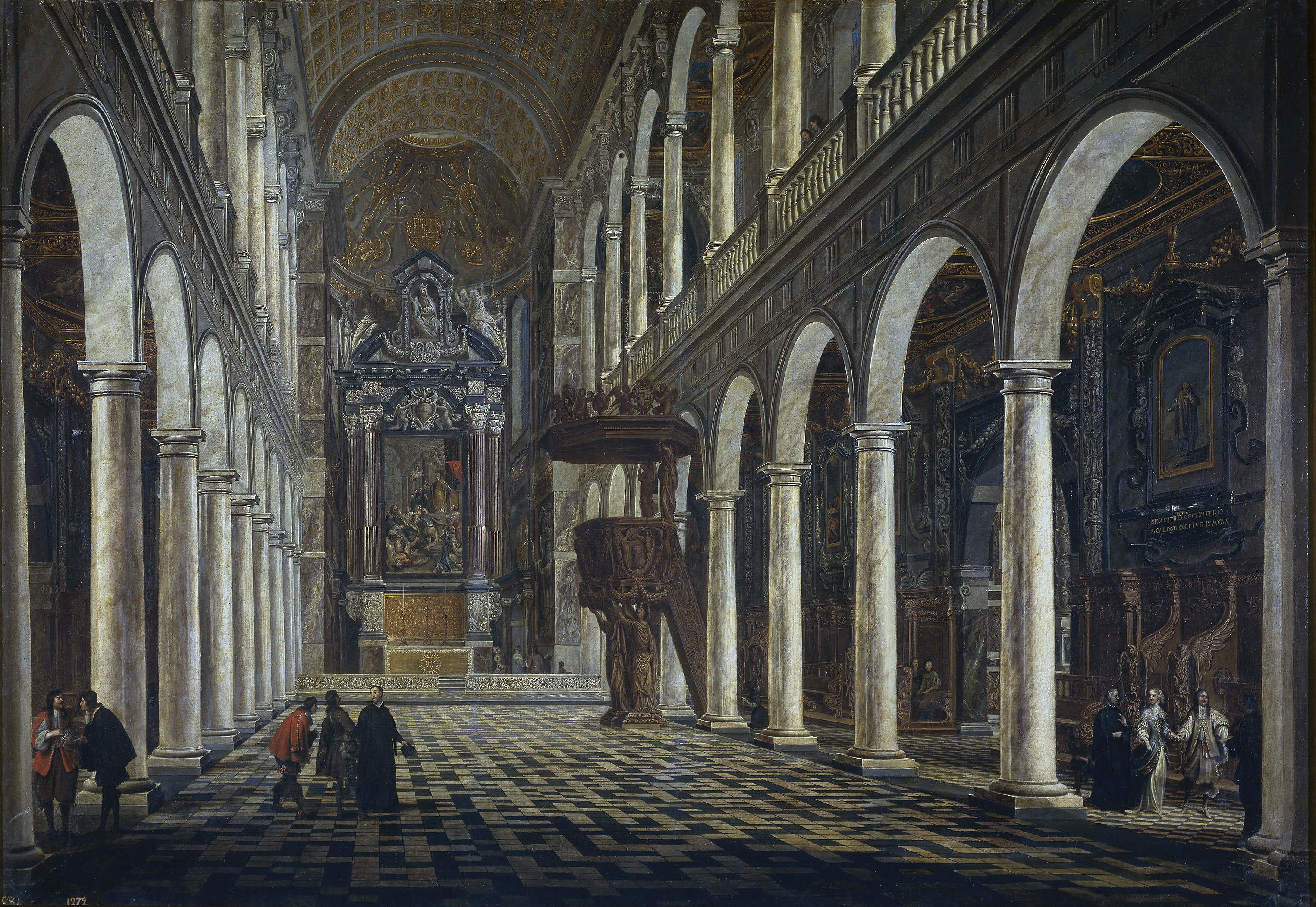
La iglesia de los jesuitas en Amberes, óleo sobre lienzo, 84 x 121 cm, Madrid, Museo del Prado.

Antoon Gheringh (antes de 1620-Amberes, 1668) fue un pintor barroco flamenco especializado en la pintura de arquitecturas, principalmente interiores de iglesias.
Aunque de origen alemán, las primeras noticias que de él se tienen lo sitúan en Leeuwarden en torno a 1640-1650. En 1662 se le documenta como maestro en el Gremio de San Lucas de Amberes, donde falleció en 1668.
Como otros pintores flamencos dedicados a la pintura de interiores continuó en fechas avanzadas valiéndose de los fondos en retroceso artificialmente exagerados al modo de Hans Vredeman de Vries a quien, en último extremo, se remontan. Seguidor de Viviano Codazzi y de Pieter Neefs el Viejo, mostró especial predilección por los suntuosos interiores barrocos, especialmente el de la iglesia jesuítica de San Carlos Borromeo de Amberes que, como Wilhelm Schubart von Ehrenberg, pintó en más de una ocasión (Viena, Kunsthistorisches Museum; Madrid, Museo del Prado; Múnich, Alte Pinakothek; Wurzburgo, Martin-von-Wagner-Museum de la Universidad de Wurzburgo y otros). La iglesia en sí misma suponía una innovación importante en la arquitectura nórdica, y su interior, decorado según los diseños de Rubens, resultó destruido por un incendio en 1718, por lo que solo a través de estas pinturas cabe hacerse una idea de su monumentalidad barroca original.